# Rudolf Peschke
Rudolf Peschke (* 16. Mai 1895 in Zwickau; † 1970 in Stolpen) war ein deutscher Maler und Grafiker.

## Leben und Werk
Peschke kam 1923 aus Zwickau als Lehrer nach Stolpen. Dort betätigte er sich neben seinem Beruf als Maler und Grafiker, später arbeitete er als freischaffender Künstler. Er malte vor allem die Landschaft und die Menschen seiner neuen Heimat.
Peschke war Mitglied des Künstlerbunds Schlesien, des Dresdner Künstlerbunds und in der Zeit des Nationalsozialismus der Reichskammer der bildenden Künste. Für den Zeitraum von 1933 bis 1944 ist seine Teilnahme an fünfzehn Ausstellungen sicher belegt, darunter 1944 in München die Große Deutsche Kunstausstellung.
Peschke galt als „der Stolpener Maler“. In Stolpen wurde eine Straße nach ihm benannt.
Aquarelle Peschkes sind vereinzelt im Kunsthandel präsent.

## Werke (Auswahl)
- Morgen in den Salzburger Alpen (Aquarell; 1944 auf der Großen Deutsche Kunstausstellung)
- Getreideernte von einst; Getreideernte von jetzt (1952, Radierung)[4][5]
- Kartoffelsortieren auf einem Volksgut (um 1952, Radierung)[6][5]

## Ausstellungen in der Sowjetischen Besatzungszone bzw. in der DDR (mutmaßlich unvollständig)
- 1947: Pirna, Haus der Jugend („1. Kunstausstellung des Kreises Pirna“)

- 1948: Freiberg, Stadt- und Bergbaumuseum („3. Ausstellung Erzgebirgischer Künstler“)[7]
- 1949: Glauchau, Stadt- und Heimatmuseum („Frühjahrs-Kunstausstellung 1949“ des Zwickauer Künstlerkreises)
- 1960: Königstein: Festung Königstein („5. Ausstellung des Verbandes Bildender Künstler Deutschlands, Arbeitskreis Pirna“)